# Carnaval étudiant de Caen

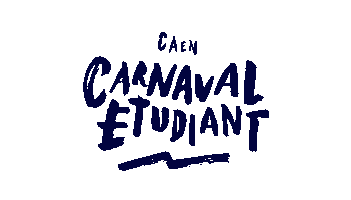
Logo

Le carnaval étudiant de Caen est un carnaval qui se déroule dans la ville universitaire française de Caen, en Normandie. Sa première édition a lieu en 1894 sous le nom de « cavalcade de bienfaisance ». La tradition prend fin en 1963. Il est réactivé en 1996 à l'initiative de l'association des étudiants en art du spectacle de l'université de Caen-Normandie. Traditionnellement, le carnaval se déroule le 3e jeudi de mars mais depuis le début des années 2010, la date est fluctuante. La 27e édition aura lieu le jeudi 2 avril 2026.

## Historique

### Origines
Le carnaval étudiant de Caen trouve ses origines à la fin du XIXe siècle avec le défilé des étudiants qui se déroule lors de la Mi-Carême et porte le nom « cavalcade de la Mi-Carême ». Il est initié par l'union sportive de l'Association générale des étudiants de Caen (AGEC). L'idée est annoncée à la fin du mois de janvier 1894 dans le cadre des fêtes de la Mi-Carême ; il s'agit d'organiser « pour le dimanche 4 mars, avec le concours des jeunes gens de la ville, une grande fête de bienfaisance ». La première édition a lieu le 4 mars 1894 sous le nom de « cavalcade de bienfaisance. Un programme de la journée est publié sous le nom de « Caen-Caen, grimoire des joyeux escholiers de l'Athène normande » : le samedi soir, une retraite aux flambeaux accompagnée de la musique militaire ; le dimanche, un défilé avec des chars puis bal au théâtre. Pour la retraite aux flambeaux, le comité « invite les habitants à s'associer à cette œuvre de bienfaisance en pavoisant leurs maisons et en illuminant sur le passage de cette magnifique retraite ». Le défilé des chars et des groupes costumés se fait avec l'aide des fanfares locales et des sociétés de gymnastique (« La jeunesse caennaise » et la société de gymnastique de Caen). La quête de la cavalcade permet de récupérer 1 375 francs. La deuxième édition en 1895 est plus « morose » car il y avait « peu de masques dans les rues et pas beaucoup de monde au bal du théâtre ».
Il est interrompu une première fois entre 1909 et 1911 puis par les conflits mondiaux. Les cavalcades se transforment en monôme après la Première Guerre mondiale et certains portent des revendications comme en 1922 concernant des réductions pour les étudiants au théâtre de Caen.
Il renaît après la Seconde Guerre mondiale en mars 1946 toujours sous l'impulsion de l'AGEC. Cette première édition d'après-guerre est sous le signe du « ministère de la Recloutation » : les étudiants estiment que la place Fontette n'est pas sûre pour les piétons qui la traversent et qu'il est nécessaire d'y planter des passages cloutés. En 1947, le monôme s'amuse des longueurs de la reconstruction et notamment du « village nègre » qui trône place de la République. Les étudiants imaginent un personnage fictif, Malikoko Ier qui vient visiter ce « village nègre ». L'édition de 1948 est consacrée aux gaulois. En 1949, le monôme fait scandale en tournant en dérision la loi Marthe Richard : une maison préfabriquée est montée sur un char, entourée d'une mère maquerelle et de ses filles. Place Fontette, un personnage fictif, monsieur Caillou (allusion au maire de la ville Yves Guillou) sort de la maison préfabriquée puis l'inaugure. La mise en scène fait scandale et Yves Guillou décide de supprimer les subventions municipales allouées à l'organisation des monômes. Les éditions suivantes se remettent difficilement du scandale et la dernière édition organisée se déroule en 1956 sur le thème de la remise en cause de la Quatrième République. Des défilés subsistent jusqu'en 1963.

### Le renouveau
L'association des étudiants en art du spectacle permet de faire revivre le carnaval étudiant en 1996. L'idée, selon Nicolas Deschamps, son président, est de « ressouder un peu l’esprit étudiant. C’est en écoutant mon père et mon oncle parler de leur vie d’étudiant dans les années de l’immédiat après-guerre que l’idée de recommencer cette manifestation m’est venue. Il faut relancer l’esprit potache qui sommeille dans chaque étudiant aujourd’hui. Ils ne s’amusent plus qu’au travers des corpos… Il est temps de briser cet esprit étroit. Cette grande fête doit être l’occasion de réunir tous les étudiants autour d’un projet commun afin de retrouver l’indépendance d’esprit qui animait les anciens étudiants et aussi l’occasion de donner la fièvre à une ville plutôt morne ». La première édition rassemble 3 à 4 000 étudiants. L'association change de nom en 1999 pour devenir Lezardus et s'ouvre aux étudiants en dehors de la filière arts du spectacle. En 2003, les organisateurs veulent dynamiser l'après carnaval et organisent une soirée au parc des expositions. À partir de l'édition 2007, l'organisation de l'évènement est confiée à l'association Radio Phénix, après l’abandon des anciens organisateurs. En 2013, c'est la Fédération Campus Basse-Normandie qui l'organise. Le 30 mars 2015, à trois jours de l'édition, la Fédération Campus Basse-Normandie annonce qu'elle renonce à organiser les futures éditions. La 19e édition se déroule le 8 mars 2016, et est organisée par l'association Carnaval étudiant de Caen Normandie, composée d'un bureau étudiant, de la ville de Caen et de l'État. En raison de l'état d'urgence, des consignes sur les déguisements sont données : « tout déguisement de type militaire, police, gendarmerie et armes factices (aussi bien les armes à feu que les armes blanches) seront interdits et seront saisis si découverts. ».
En raison de l'épidémie de coronavirus, les éditions 2020 et 2021 sont annulées par la préfecture du Calvados. L'édition du 7 avril 2022, bat le record du nombre de participants avec plus de 34 000 participants. Le carnaval étudiant de Caen a eu aussi la surprise de l'arrivée d'Orelsan, de son frère Clément Cotentin, d'Ablaye, de Skread et de toute l'équipe du documentaire Montre jamais ça à personne à l’université pour rejoindre la fête avec les étudiants et filmer quelques moments sur un des chars lors du cortège.

### Carnavals alternatifs

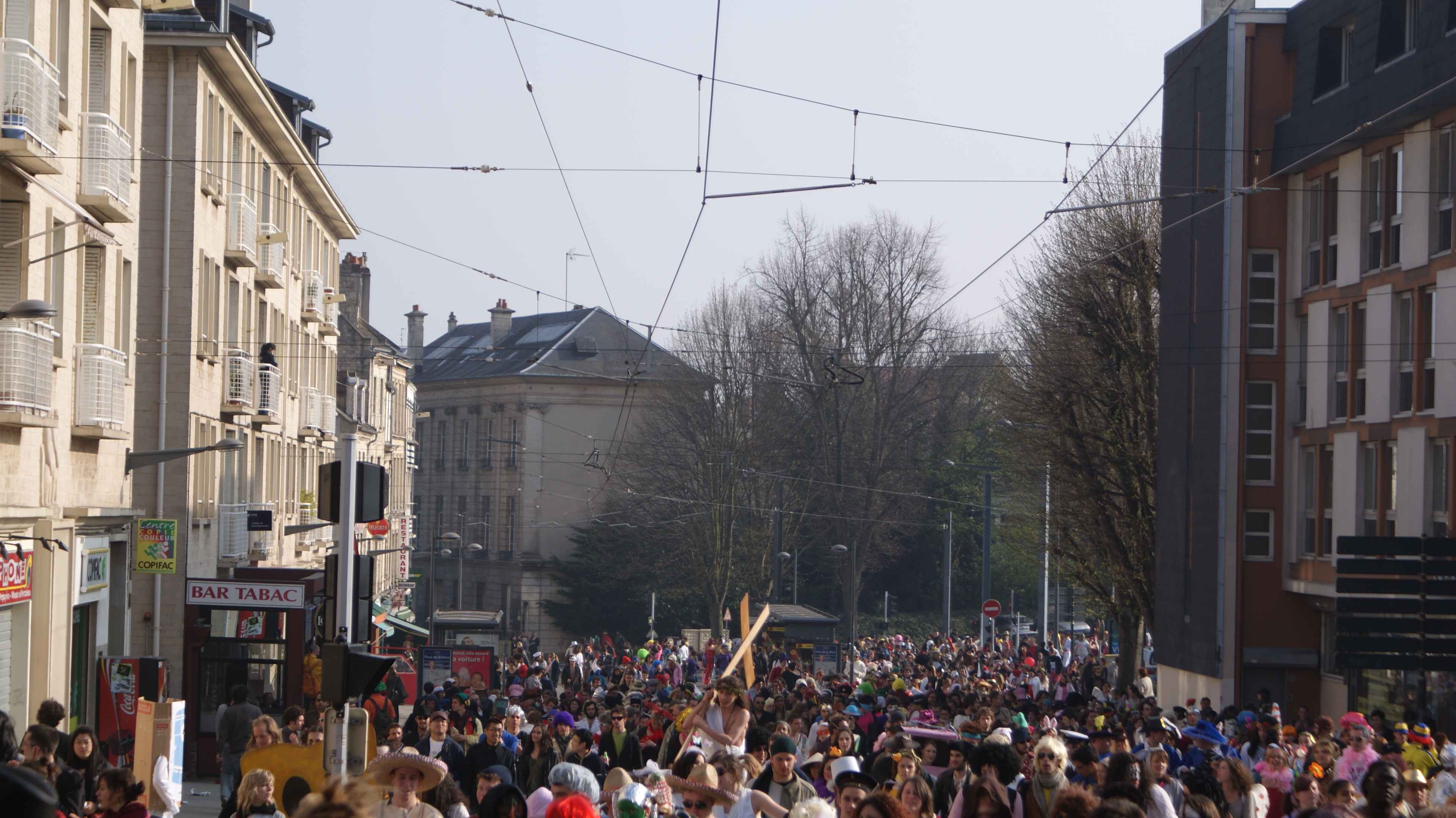
Défilé alternatif en 2009

En 2006, l'édition doit se dérouler alors que l'université est bloquée dans le cadre du mouvement contre le CPE. Les organisateurs décident d'annuler l'édition, ne souhaitant pas « organiser de manifestation dans un climat de grève générale ». Le comité de lutte étudiant organise un carnaval alternatif le jeudi 13 avril où 300 personnes défilent dans les rues.
Lors de l'année 2009, l'université de Caen Basse-Normandie est en plein mouvement de manifestation estudiantine concernant la réforme des universités de Valérie Pécresse. Les organisateurs décident d'annuler l'édition prévue le 2 avril, en accord avec la direction de l'université. Néanmoins, les étudiants décident quand même de défiler, sans organisation dans les rues de Caen. Ils sont environ 2 500.

## Déroulement

### L'avant défilé

Campus 1

Le carnaval étudiant de Caen se déroule sur une demi-journée à partir de 12 h jusque tard dans la nuit, principalement sur le campus 1, dans le centre-ville de Caen et au parc des expositions. Depuis 2013, les cours sont banalisés par arrêté du président de l'université.
À partir de 2014, le retour du défilé ne se fait plus sur le campus de l’université mais au parc des expositions.
Il se déroule souvent comme suit :
- 14 h - Rassemblement sur le campus 1
- 15 h - Défilé dans les rues de Caen
- 16 h - Concerts et animations au parc des expositions
- 23 h - Fin des concerts

Les concerts organisés sur le campus 1 ont permis d'accueillir des noms plus ou moins connus du grand public. On peut par exemple citer Les Fatals Picards en 2005, Monsieur Roux en 2011, ou encore Fakear et Bakermat en 2013.

### Le défilé

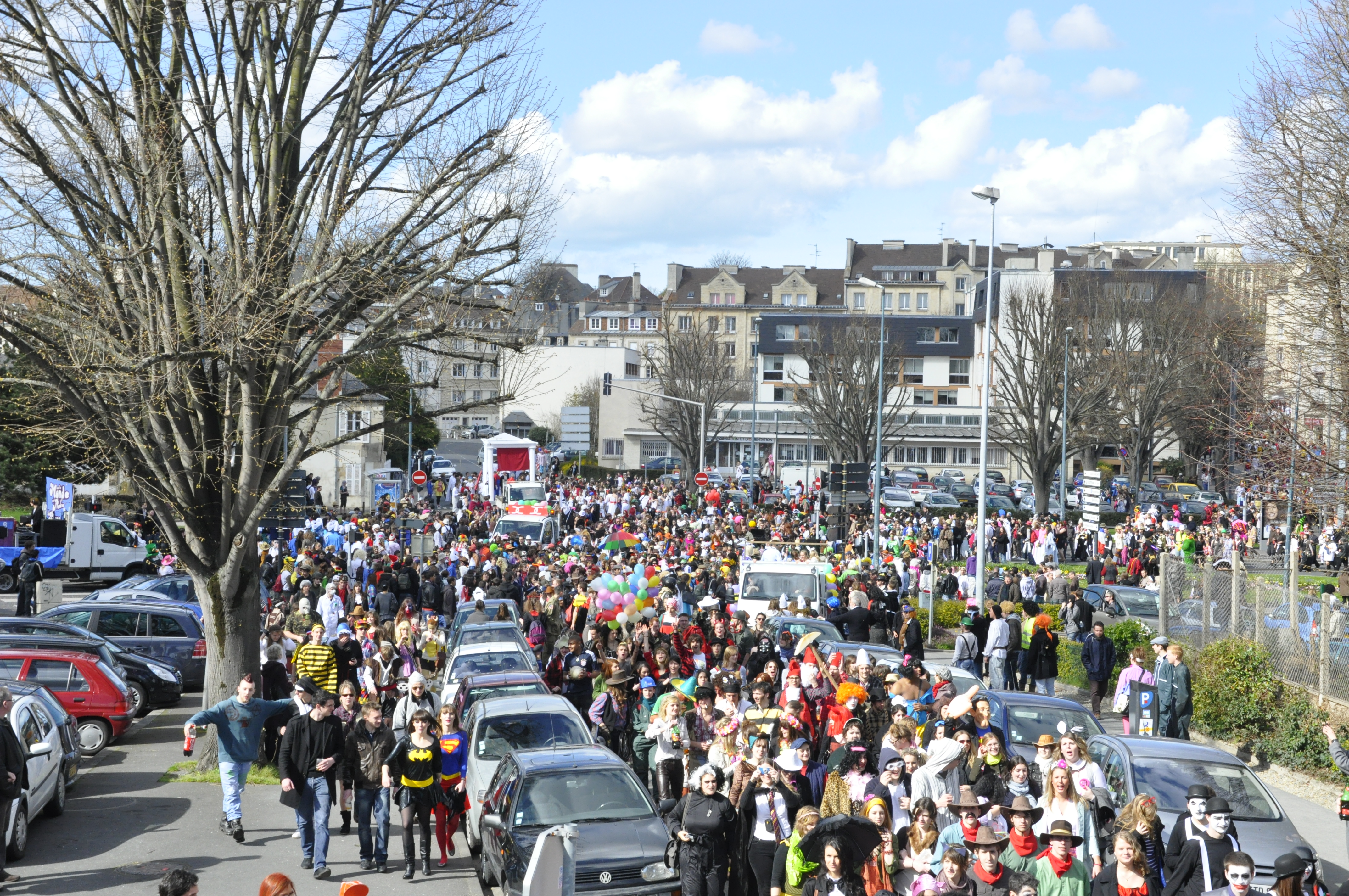
Départ du défilé en 2010 fossés Saint-Julien

Le défilé part du campus 1 (des Fossés Saint-Julien entre 2005 et 2011). Depuis 2004, les associations étudiantes de l'université construisent des chars pour l'occasion, qui sont le plus souvent équipés d'enceintes pouvant ainsi faire bouger les carnavaliers au rythme de leur musique durant le défilé. Il suit un itinéraire tracé d'avance en collaboration avec la mairie de Caen, ainsi qu'avec la préfecture qui met en place un dispositif de sécurité le long du parcours. Il se terminait sur le stade du campus 1 où le bonhomme carnaval était embrasé. Il se termine désormais au parc des expositions.
Le choix des déguisements est laissé à l'initiative de chacun sachant que chaque char propose un thème différent. Certains groupes d'étudiants se mettent en accord sur le style de déguisement et on retrouve donc des groupes unis qui apportent encore plus de fantaisie à l'événement. On peut donc ainsi assister à une partie de Tetris ou de cartes grandeur nature, à une invasion de zombies ou de marsupilamis, ou encore tomber dans le village des schtroumpfs, très prisés lors de cet événement. Le classique travesti garde cependant son succès légendaire au milieu des coiffures multicolores, des super-héros et autres prêtres et bonnes sœurs.[réf. nécessaire]

#### Participation
Les chiffres annoncés sont ceux publiés dans la presse en l'absence de décompte précis.
- jeudi 21 mars 1996 : 3 à 4 000[45]
- jeudi 13 mars 1997 : 3 000[57]
- jeudi 20 mars 1998 : 3 000[58]
- jeudi 18 mars 1999 : 4 000[59]
- jeudi 16 mars 2000 : 7 000[60]
- mardi 13 mars 2001 : 5 000[61]
- jeudi 21 mars 2002 : 2 000[62]
- jeudi 20 mars 2003 : 3 000
- jeudi 18 mars 2004 : 8 000[46]
- jeudi 17 mars 2005 : 9 000[63]
- jeudi 13 avril 2006 : 300
- jeudi 29 mars 2007 : 5 000[64]
- jeudi 20 mars 2008 :
- jeudi 2 avril 2009 : 2 500
- jeudi 1er avril 2010 : 8 000
- jeudi 31 mars 2011 : 7 000[65]
- jeudi 29 mars 2012 : 10 à 12 000[66]
- jeudi 28 mars 2013 : 10[67] à 15 000[68]
- jeudi 10 avril 2014 : 23 000[69]
- jeudi 2 avril 2015 : 25 000[70]-30 000[71]
- mardi 8 mars 2016 : 22 000[72]
- jeudi 6 avril 2017 : 30 000[73]
- mardi 29 mars 2018 : 23 000[74]
- jeudi 4 avril 2019 : 24 000[75]
- jeudi 7 avril 2022 : 34 000[51]
- jeudi 30 mars 2023 : 35 000[76]
- jeudi 28 mars 2024[note 2] : 31 000[78]
- jeudi 3 avril 2025 : 36 000[79]

### L'après défilé
Après le défilé, le bonhomme (ou madame en 1997) Carnaval était brûlé sur le stade du campus 1. De 1996 à 2003, les étudiants se retrouvent dans le quartier du Gaillon, dans les bars. En 2003, l'association Arts Attack ! (organisatrice de Nördik Impakt) organise une première soirée au parc des expositions. Lors de l'édition 2013, pendant son set, Radio Phénix a organisé un Harlem shake. Depuis 2014, l’après-défilé se déroule à nouveau au parc des expositions avec des concerts.

## Polémiques

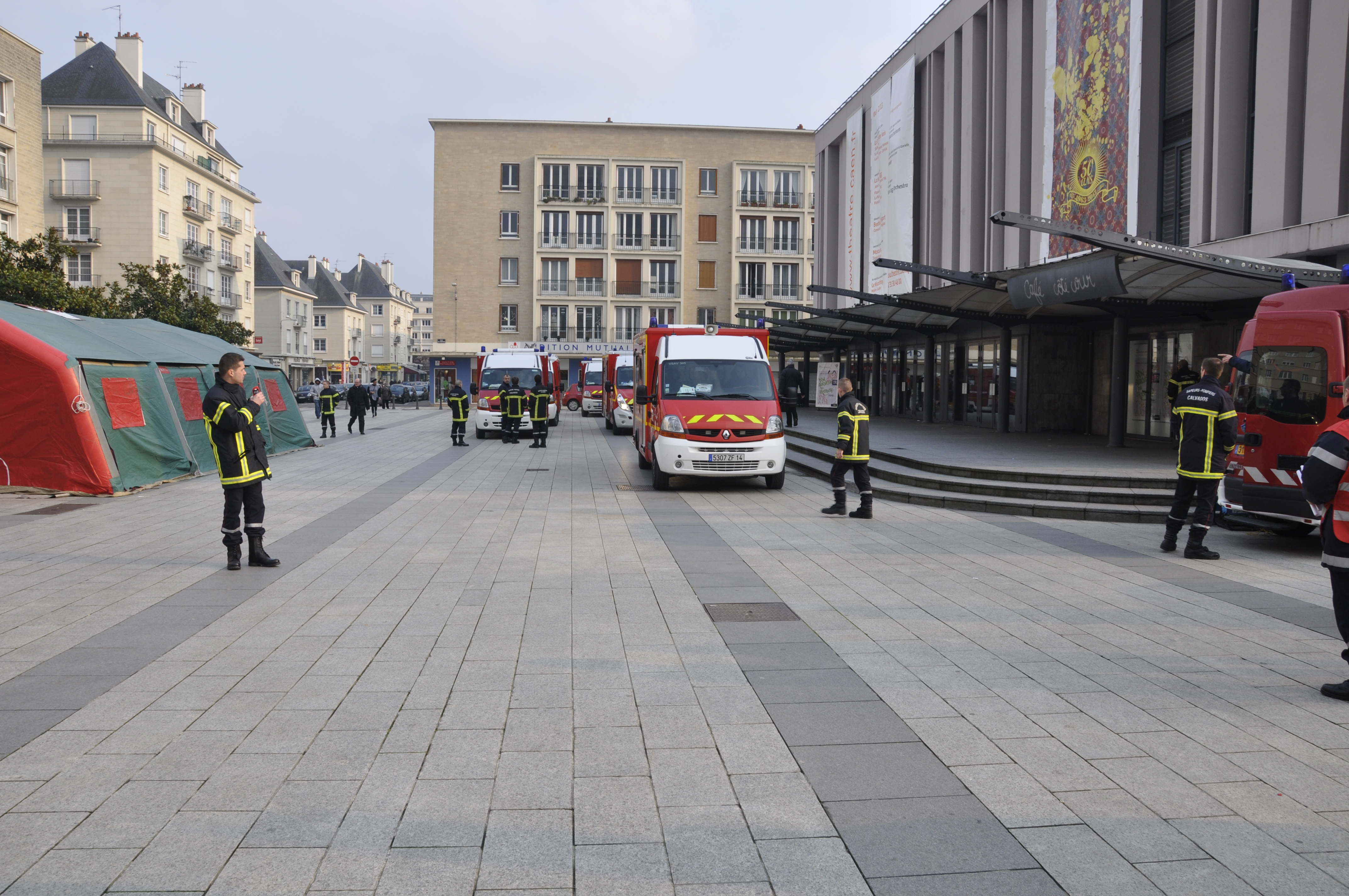
Poste médical avancé place du théâtre en 2013

En 2007, les organisateurs dénoncent l'utilisation du « label carnaval » pour une soirée organisée avec un DJ alors qu'ils organisent des concerts dans les bars de la ville.
L'édition 2012 est marquée par des débordements dénoncés rapidement par la préfecture. Face au nombre croissant de prises en charge par les pompiers, la préfecture est obligée de mettre en place un poste médical avancé place du théâtre dans le courant de l'après midi. Au total, 44 personnes sont prises en charge par les pompiers, essentiellement pour ivresse, et sont hospitalisées. Le lendemain, face à ces débordements, le préfet se pose la question de la pérennité du carnaval et rencontre les organisateurs. Une jeune fille est aussi sérieusement blessée lors du défilé de cette édition.
Pour l'édition 2013, la préfecture prend les devants et organise deux postes médicaux avancés : l'un place du théâtre, l'autre dans l'aula magna de l'université. Les organisateurs ainsi que l'université renforcent les effectifs de sécurité et de secouristes pour faire face à d'éventuels débordements. Une centaine de policiers est mobilisée ainsi que 85 pompiers avec 9 ambulances. On dénombre 142 personnes prises en charge par les pompiers ; 30 sont hospitalisées dont 7 cas jugés sérieux. 10 personnes ont été placées en garde à vue pour ivresse publique manifeste, vol ou violence. Le président de l'université, Pierre Sineux, regrette « l’alcoolisation importante et brutale » qui a « gâché la fête et terni l’image de l’événement ». Le préfet déplore que le carnaval « initialement à caractère festif, ait de nouveau été le théâtre de comportements irresponsables de certains participants du fait d'une consommation excessive d'alcool ». Par ailleurs, 7 tonnes de déchets ont été ramassées sur le campus et dans les rues de la ville.
L'édition 2016 est marquée par un conflit entre la mairie et l'université au sujet du parcours du défilé. En effet, l'université estime ne pas avoir été consultée sur le choix de la date et du parcours ; par conséquent, « elle ne met pas à disposition le campus 1 comme point de rassemblement et de départ du défilé ». L'université avance des arguments liés à la sécurité pour refuser que son campus serve de point de départ dans le contexte de l'état d'urgence ainsi qu'un coût élevé lié aux dégradations lors de l'édition précédente (60 000 euros). De son côté, la ville et la préfecture affirment que l'université est conviée depuis le début aux réunions et que les services de l'État feront en sorte d'assurer la sécurité du carnaval. Un compromis est finalement trouvé lors d'une réunion en préfecture le jeudi 25 et l'esplanade de la Paix, située en face du campus, est choisie comme point de départ. Mais contrairement aux éditions précédentes, aucune animation n'est prévue sur le campus avant le défilé.